# Heisterkamp
Der Familienname Heisterkamp ist sehr verbreitet im niederrheinischen Raum, dem münsterländischen Raum, im Ruhrgebiet sowie in den niederländischen Provinzen Overijssel und Gelderland. Der Name setzt sich aus den Wörtern  Heister (niederl. auch Heester = Strauch, altniederl. auch Heist oder Heyst) und Kamp (lat. auch camp) zusammen, welche zusammengenommen auf eine Stätte mit  Sträuchern bzw. kleineren  Laubbäumen in der Nähe eines  Bauernhofes hindeuten. Im  mittelhochdeutschen Sprachgebrauch wurde  Heister auch für junge  Buchenstämme verwendet.
Angebliche Äußerung Joseph Beuys’ (zu Peter Heisterkamp): „Mit dem Namen Heisterkamp kannste nie was werden als Künstler.“

## Namensträger
- Alexander Heisterkamp (* 1972), deutscher Physiker
- Jens Heisterkamp (* 1958), deutscher Publizist und Anthroposoph
- Norbert Heisterkamp (* 1962), deutscher Schauspieler
- Peter Heisterkamp (1943–1977), deutscher bildender Künstler, siehe Blinky Palermo